# Rui Lourenço de Carvalho
Rui Lourenço de Carvalho (? - 1360) foi um nobre do Reino de Portugal e Senhor da Quintã do Muro, em Ourilhe, freguesia portuguesa do concelho de Celorico de Basto. Foi igualmente detentor do Senhorio e Honra de Carvalho em Celorico de Bastos, surgindo com este título numa escritura que assinou em 13 de Dezembro de 1345. Foi legitimado em 25 de Junho de 1322 por carta régia de D. Dinis I de Portugal.

## Relações familiares
Foi filho de Lourenço Martins de Carvalho, senhor do Couto de Carvalhos e de Sancha Pires, Mulher nobre do Concelho de Basto. Casou com Inês Afonso filha de Afonso Pires Ribeiro, Senhor de Lobeira e de Clara (ou Urraca) Anes de Paiva, de quem teve:
1. Rui Lourenço de Carvalho, senhor do Couto de Carvalho casou com Branca Moniz filha de Martim Moniz,
2. Lourenço Rodrigues de Carvalho casou com Branca Lourenço, senhora do Prazo de Souto de El-Rei,
3. João Rodrigues de Carvalho que casou por duas vezes, a primeira com Mór Roiz e a segunda com Senhorinha Martins.